# 劉縯
劉 縯（りゅう えん、? - 23年）は、中国の新代の武将。字は伯升。皇族の諱を避けるため、史書では劉伯升と表記されることが多い。荊州南陽郡蔡陽県（湖北省棗陽市）の人。後漢の初代皇帝光武帝（劉秀）の長兄。

## 事跡

### 挙兵以前
南頓県令の劉欽と樊嫺都のあいだの長男として生まれた。若いころは、一族の劉嘉と共に長安に遊学し、ともに『尚書』『春秋』を学んだことがある。

### 舂陵での挙兵
荊州で反新の活動を行った舂陵軍の頭領である。劉縯は漢復興を目指していたが、王莽の治世の末期である地皇3年（22年）10月に、鄧晨を新野（南陽郡）で、劉秀・李通・李軼を宛（南陽郡）で挙兵させ、劉縯自身は舂陵（南陽郡）で7～8千の軍勢を率いて挙兵し、所属部隊を「柱天都部」と称した。劉秀ら宛の軍勢とは、翌月に合流している。
劉縯は、学友でもある一族の劉嘉を緑林軍系の新市軍（頭領は王匡）、反新の地方軍である平林軍（頭領は陳牧）に派遣して交渉し、三軍の連合軍を結成した。連合軍は宛へ向けて出撃し、緒戦は勝利したが、小長安聚（南陽郡育陽県）の戦いで新の前隊大夫（新制の南陽太守）甄阜・前隊属正（新制の南陽都尉）梁丘賜に敗北した。この敗北の際に劉縯は、姉の劉元と弟の劉仲を始めとする宗族数十人を喪失している。劉縯は、いったん棘陽（南陽郡）に退却した。
しかし、甄阜・梁丘賜の新軍は、追撃のため南進を続行する。甄阜らは輜重を藍郷（南陽郡棘陽県）に留め、10万の精兵を率いて黄淳水を渡り、沘水に臨んで両川の間に宿営し、後方の橋を壊して背水の陣を敷いた。そこで劉縯は、やはり緑林軍系である下江軍の頭領王常と宜秋聚（南陽郡平氏県）で面会し、これを説得して合流を承諾させた。
下江軍を加えて強大化した劉縯らの連合軍は、地皇4年（23年）1月、反撃に転じる。別働隊に藍郷の輜重を奪わせた上で、劉縯らは甄阜・梁丘賜軍に総攻撃を仕掛けた。逃げ場を失っていた甄阜・梁丘賜軍は、次々と黄淳水に落ち込んで2万人余りの死者を出し、甄阜・梁丘賜も混乱の中で戦死した。劉縯はさらに育陽で、新の納言将軍荘尤（厳尤）・秩宗将軍陳茂を破り、宛を包囲している。勢いに乗った劉縯は、柱天大将軍を自称した。長安の王莽は劉縯の勇名を恐れ、その首級に5万戸の食邑と10万斤の黄金を懸けた。
その後、連合軍においては、劉縯と平林軍出身の劉玄とのいずれを天子として擁立するかが、諸将の間で議論となった。この際に、南陽の士大夫（舂陵の諸将など）と王常は劉縯、その他の諸将は劉玄を推している。結局劉縯は、分裂を避けるために、劉玄にその地位を譲った。こうして更始元年（23年）2月、劉玄は更始帝として即位し、劉縯は大司徒に任命された。
劉縯は同年5月、宛を攻め陥とし、劉秀も昆陽の戦いで新の主力部隊を撃破した。これにより劉縯・劉秀兄弟の名声は高まり、更始政権の諸将は、恐れてその排除を企むようになる。

### 誅殺
あるとき、更始帝が劉縯から宝剣を見せてもらう機会があったが、この時に繡衣御史として側にいた申屠建が、玉玦を示して劉縯を殺害するよう促した。しかし、この時の更始帝は決断できなかった。また、この事実自体も、劉縯の母の兄弟である樊宏が見ており、樊宏は劉縯に警告したが、劉縯は笑って受け流した。さらに、挙兵以来の劉縯の同志の李軼が、更始帝に接近し始めているのを見て、劉秀が劉縯にもはや李軼を信用してはならないと諌めたが、これも劉縯は平然として聞き入れなかった。
日ごろから更始帝に不満を抱いていた劉縯配下の勇将の劉稷（劉縯の遠縁の親族）が抗威将軍への就任を拒否したため、更始帝が劉稷を逮捕し、処刑しようとする事件が起きた。劉縯はこれを止めようと更始帝の下に駆けつけたが、大司馬朱鮪と李軼がその殺害を勧め、劉縯を劉稷もろとも誅殺してしまったのである。
劉縯にはふたりの子がおり、長男の劉章と次男の劉興は、光武帝（劉秀）が政権を樹立した建武2年（26年）、それぞれ太原王（後の斉王）と魯王（後の北海王）に封じられた。建武15年（39年）、光武帝は劉縯に斉武王を追贈している。
なお、北海靖王劉興（劉縯の次男）の庶子の劉復が臨邑侯に封じられ、その末裔は『三国志』で著名な劉備であると伝わる。さらに汝陽王劉彦（劉御筆）は劉縯の末子と述べられている。

## 人物
劉縯は剛毅な性格で、常に悲憤慷慨し、大義名分を弁えていた。家産を傾けてでも天下の英雄豪傑と交わりを結び、義侠を好んで門客を養った。宛を攻略した際に敵将岑彭を捕虜とすると、同僚の将たちがその処刑を求めたのに対し、「岑彭は節操の厚い人物である」として敢えて助命するなどの度量も見せている。また、王常とは、説得交渉を経て「断金」 の交わりを結ぶ仲になったという。
しかし、弟の劉秀が常に農事に勤しんでいる姿を見て、これを劉邦（漢の高祖）の兄の劉喜に準えて嘲笑するなど、自信家故の欠点も見られる。後に、劉縯暗殺計画が見受けられても、なお劉秀らの諫言を笑って聞き流すばかりであったのも、この欠点によるものだった。また、その剛毅な性格は人望にも影響したようである。舂陵で反新の挙兵をした際にも、劉縯が挙兵すると聞いただけで民衆は方々へ逃げ隠れたが、その後、劉秀が来たおかげで民衆は安堵したという。

## 登場作品
小説
- 称好軒梅庵『光武大帝伝』2020年、日本のライトノベル、宙出版

## 関連記事
- 新末後漢初
- 劉備